# Herb Sejn
Herb Sejn – jeden z symboli miasta Sejny w postaci herbu.

## Wygląd i symbolika
Herb przedstawia na czerwonej tarczy typu hiszpańskiego profil głowy tura, skierowany frontem w lewą stronę. Pod głową tura skrzyżowane centralnie miecz z heraldycznie prawej i włócznia z lewej skierowane ku górze w kolorze białym. Siedem pól na rękojeści miecza oznacza siedem historycznych gmin powiatu sejneńskiego. 

## Historia
Współczesna wersja herbu powstała w 1963 roku z okazji obchodów 400-lecia nadania Sejnom praw miejskich. Herb został opracowany przez artystę plastyka Bohdana Wróblewskiego z Warszawy. Konsultantem był prezes Polskiego Towarzystwa Herladycznego Stefan Krzysztof Kuczyński.
.